# Nicone Metanoita
Nicone il Metanoita (in greco antico: Νίκων ὁ Μετανοείτε?, Nikon ho Metanoeite = Nicone "Pentitevi"; 930 circa – 26 novembre 998) è stato un monaco cristiano bizantino, predicatore itinerante, venerato come santo dalla Chiesa cattolica e da quella ortodossa.

## Biografia
La biografia di Nikon fu scritta dopo la sua morte da un abate successore nel suo monastero. Nikon è rappresentato come un monaco missionario, uno che andava costantemente predicando piuttosto che essere dedito alla preghiera. 
Nikon, di origine greca, era nato nel Ponto (zona nord-orientale dell'Anatolia) o ad Argo intorno al 930. Quando era giovane, entrò in un monastero conosciuto come Chrysopetron ("Pietra d'oro") che si trova ai confini tra Ponto e Paflagonia e trascorse dodici anni lì: visse una vita ascetica di preghiera e di penitenza, così estrema che i suoi fratelli cercarono di convincerlo a moderare il suo regime. Il suo abate allora lo mandò fuori nel mondo a predicare; Nicone viaggiò in Asia Minore e predicò il pentimento per tre anni. Dopo l'espulsione degli arabi da Creta nel 961 ad opera di Niceforo Foca, fu attivo come predicatore missionario sull'isola: l'isola era stata un emirato islamico dagli inizi del IX secolo e in quel tempo il Cristianesimo nella zona si era indebolito, molti ex cristiani si erano convertiti all'Islam, mentre anche coloro che erano rimasti fedeli al cristianesimo avevano perso il contatto con la tradizione e chiese e monasteri erano decaduti; i cristiani erano stati corrotti "dal tempo e dalla lunga comunione con i saraceni". Nikon fu costretto a cambiare la sua predicazione a Creta, ora doveva usare il suo ingegno per portare i suoi ascoltatori al pentimento, e non solo predicare il messaggio di pentimento. Fu lì che ha acquisito il soprannome Metanoite (greco per "pentito/pentirsi") per la sua abitudine di usare questa espressione come prefazione a tutti i suoi sermoni. 
Dopo aver trascorso cinque anni a Creta, Nikon proseguì per Epidauro, Atene ed Eubea. Si recò poi a Tebe e Corinto e, infine, nel Peloponneso, in particolare a Sparta, dove ha costruito tre chiese e un monastero e ha continuato la sua predicazione e gli insegnamenti. Il Peloponneso è rappresentata come una terra piena di demoni, contro cui Nikon è costantemente impegnato a lottare. Ha concluso la sua vita nella Grecia continentale, nella zona della Laconia, dove ha esercitato una notevole influenza sul clero e sui laici, fondando un gran numero di chiese. Di conseguenza, dopo la sua santificazione da parte della Chiesa greco-ortodossa, alla fine divenne patrono della città di Sparta e la regione della penisola di Mani, (parte meridionale dell'antica Sparta) dove ha portato il cristianesimo ai Mani e predicò agli Manioti. I Manioti hanno cominciato a convertirsi al cristianesimo nel IX secolo, ma è stato solo 200 anni più tardi, nell'XI secolo che hanno pienamente accettato il cristianesimo.

## Culto
La ricorrenza liturgica è il 26 novembre.
(Martirologio Romano)